# Unternehmen Hornung
Das Unternehmen Hornung, auch als Operation Hornung bezeichnet, war eine Aktion, die gegen sowjetische Partisanen sowie die Zivilbevölkerung im deutsch besetzten Weißrussland im Februar 1943 durchgeführt wurde. Sie fand im Rahmen des deutschen Vernichtungskriegs gegen die Sowjetunion statt und richtete sich gegen den Bereich Hancewicze-Morocz-Lenin-Łuniniec, ein dünn besiedeltes Gebiet von etwa 4000 Quadratkilometern südwestlich von Słuzk an der Südgrenze des Generalbezirks Weißruthenien. Das Unternehmen schloss sich an drei Aktionen (darunter Erntefest I und Erntefest II) an, die im Januar weiter nordöstlich, in der Gegend von Słuzk-Osipowicze, stattgefunden und dort bereits über 4000 Todesopfer gefordert hatten. Die anschließende Vernichtungsaktion im Februar brachte über 12.000 Menschen, darunter 3300 Juden, den Tod. Der SS- und Polizeiführer für den Generalbezirk Weißruthenien Curt von Gottberg leitete die Aktion. Sie gilt zusammen mit dem drei Monate später durchgeführten Unternehmen Cottbus als „Höhepunkt“ einer Serie von 55 großen Partisanenbekämpfungsaktionen im deutsch besetzten Weißrussland.

## Hintergrund und Zielsetzung
Die Operationen gegen Partisanen in den deutsch besetzten Zivilverwaltungsgebieten lagen ab August 1942 in der Zuständigkeit des zum „Bevollmächtigten des Reichsführers SS für die Bandenbekämpfung“ (1943 dann „Chef der Bandenkampfverbände“) ernannten Höheren SS- und Polizeiführers SS Russland-Mitte Erich von dem Bach-Zelewski. Diese erfolgten im Einvernehmen mit dem Befehlshaber des Rückwärtigen Heeresgebietes der Heeresgruppe Mitte Max von Schenckendorff.
Das Unternehmen Hornung gehörte zu einer Reihe von 55 Großunternehmen gegen Partisanen und Zivilisten der Jahre 1942 bis 1944, die mindestens 150.000 Menschen das Leben gekostet haben.
Dabei wurden Anfang 1943 verschärfte Mittel angewandt um die Kontrolle über die besetzten Gebiete zu behalten. Man schreckte nicht davor zurück, so der Historiker Martin Cüppers, „ganze Gebiete zu entvölkern“ und große Teile der Zivilbevölkerung festzunehmen, die dann „zur Zwangsarbeit abgeführt oder ermordet“ wurden.

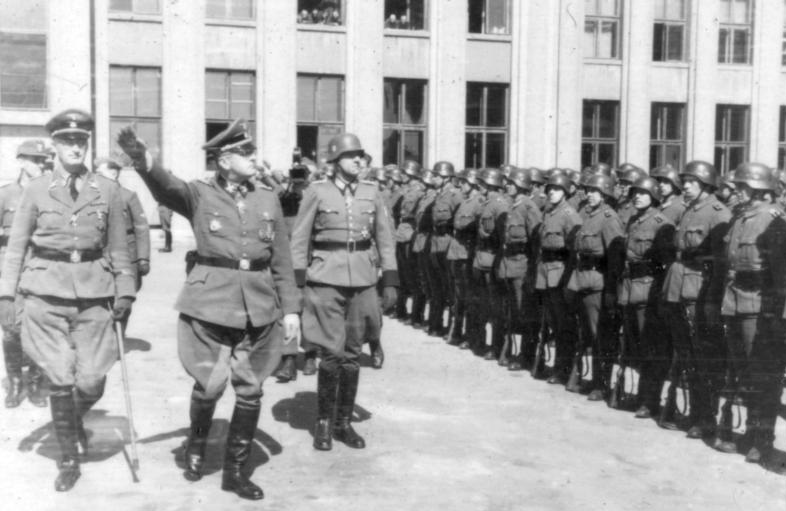
Curt von Gottberg (li.) und von dem Bach bei Abnahme einer Parade der Ordnungspolizei auf dem Lenin-Platz in Minsk (ca. 1943), Aufnahme aus dem Bundesarchiv

Im Generalbezirk Weißruthenien leitete der SS- und Polizeiführer Minsk Curt von Gottberg mit seiner Kampfgruppe von Gottberg die entsprechenden Operationen. Dabei wurden ganze Regionen zum „Bandengebiet“ erklärt, die Bewohner verschleppt oder ermordet. Ziel der von Gottberg durchgeführten Operation Hornung war es, ein weiteres Vordringen von Partisanen aus der Region Polesje, die von Osten in den Generalbezirk Weißruthenien und das Reichskommissariat Ukraine und Störungen an der Bahnstrecke Brest-Gomel entlang des Flusses Prypjat zu verhindern. Nach den Aufklärungsberichten des Kommandeurs der Sicherheitspolizei und des SD (KdS) Minsk wurde eine Zivilbevölkerung von 10.000 Menschen und eine Anzahl von „Banditen“ zwischen drei und vier Tausend Mann erwartet. Angeblich existierte eine echte Sowjetrepublik mit Kommandozentralen, Rekrutierungszentren und der militärischen Ausbildung junger Männer; außerdem neue Sportarenen, Kirchen und Schulen. Die Bevölkerung des Gebietes wurde von Anfang an mit Kollektivhaftung belegt und ihre Vernichtung geplant. „Bei der derzeitigen Witterung muß damit gerechnet werden, dass in allen Ortschaften des bezeichneten Gebietes Banditen Unterschlupf gefunden haben“, lautete die dürftige Begründung des Sonderbataillons Dirlewanger, das Bach-Zelewski von Gottberg für die Operation zur Verfügung gestellt hatte. Zwei als Beobachter entsandte Mitglieder einer Propagandakompanie brachten es deutlicher auf den Punkt: „Um zu verhindern, dass sich die Banditen in diesem Gebiet wieder festsetzen, war der Befehl ergangen, dieses Gebiet zum Niemandsland zu machen.“

## Durchführung der Operation
Die Historikerin Ruth Bettina Birn betont, dass diese Operation durch die generelle Einbindung der sog. Partisanenbekämpfung in den Vernichtungs- und Ausbeutungskrieg gegen die Sowjetunion geprägt war. Die Bevölkerung sollte rassisch gesiebt werden, die als minderwertig angesehenen Teile ausgerottet, die übrigen als billige und unwissende Arbeitskräfte ausgepresst werden. Da die politische und militärische Führung in den Kategorien von Versklavung und millionenfachem Hungertod dachte, war die als Anti-Partisanenkampf deklarierte Räumung „bandenverseuchter“ Regionen gleichsam selbstverständlich. Den Auftakt der Operation Hornung bildete am 8. Februar die Vernichtung des Ghettos Sluzk durch die Männer des KdS Minsk mit Hilfe verschiedener anderer Polizeieinheiten. Der Einsatzbefehl des KdS Minsk zeigt, was diese als „Umsiedlung“ deklarierte Aktion unter dem Begriff „Umsiedlung“ tatsächlich verstand. Er lautete: „Auf dem Umsiedlungsgelände befinden sich acht Gruben. An jeder Grube arbeitet je eine Gruppe von 10 Führern und Männern, die sich alle zwei Stunden ablösen.“ Nachdem die Erschießungen vorbei waren, ließ Gottberg die Holzhäuser anzünden, so dass die restlichen Juden, die sich dort versteckt hatten, in brennenden Kleidern aus ihren Verstecken flüchteten und „als gut sichtbare Zielscheibe“ ebenfalls erschossen wurden. Insgesamt wurden mehr als 3000 Menschen ermordet.
Innerhalb der folgenden Woche wurde das Einsatzgebiet der Operation von 15 Bataillonen und zahlreichen kleineren Einheiten in fünf Kampfgruppen konzentrisch durchschritten. Der Bevölkerung wurde wie schon bei entsprechenden Aktionen vorher versichert, man ginge nur gegen tatsächliche Partisanen vor. Am 14./15. Februar wurde dann, wie von Anfang an vorgesehen, die Taktik umgestellt und der Kommandeur des Sonderbataillons Dirlewanger, SS-Sturmbannführer Franz Magill, der den verletzten Dirlewanger vertrat, befahl: „Das Batl. durchkämmt in nördlicher Richtung nochmals den Gefechtsstreifen […] Hierbei wird alles vernichtet […] Das Gebiet wird Niemandsland.“ Die ebenfalls beteiligte Kampfgruppe Binz setzte den Funkspruch ab: „radikale zerstörung aller gebäude, auch entlegenster und kleinster. vernichtung aller personen soweit nicht zum viehtreiben benötigt. vieh beitreiben, zentral sammeln . landesprodukte soweit angängig (flachs) erfassen. gebiet soll niemandsland werden. Hierfür volle verantwortung der kommandeur kampfgruppe nord.“ Der Kampfgruppe Binz war das SS-Sonderbataillon Dirlewanger unterstellt. Geleitet wurde sie vom Kommandeur des Polizeibataillon 307, Major Siegfried Binz. Der Historiker Stefan Klemp listet in seiner Darstellung die täglichen Vernichtungsaktionen dieser Kampfgruppe, die am 21. Februar eine Tätigkeitsbilanz vorlegte: „Feindtote: 130; Bandenverdächtige und Sonderbehandelte: 2.909; Zerstörte Häuser: 1.044 […] Eigene Verluste: 2 Verwundete, 1 Pferd.“
Doch der Befehl war ursprünglich nicht vom Major der Schutzpolizei (Gendarmerie), Siegfried Binz, erlassen worden, sondern von höherer Ebene. Denn in der Endphase der Aktion kam es zunächst zu einer Totalerfassung landwirtschaftlicher Produkte, die der Bevölkerung geraubt werden sollten. Alle beteiligten Kampfgruppen im Einsatzgebiet haben dieses Verfahren übernommen, nicht nur die Kampfgruppe Binz. Erich von dem Bach-Zelewski traf nach eigenen Angaben am 15. Februar zur Begutachtung der getroffenen Maßnahmen beim Kampfgruppenstab von Gottberg ein und damit rechtzeitig, um den Befehl selbst zu erteilen bzw. bei der Ausstellung zumindest anwesend sein. Bis dahin wurden außer den Słuzker Juden 2.483 Menschen getötet. Dies war auch einer der ersten Einsätze, an denen das SS-Sonderbataillon Dirlewanger teilnahm, seit Bach-Zelewski es von Gottberg zur Verfügung gestellt hatte. Ihr stellvertretender Kommandeur, Franz Magill, war SS-Chef für Sonderaufgaben im Stab von Bach-Zelewski und eigens zu Gottberg abkommandiert worden. Zu den weiteren an der Operation Hornung beteiligten Verbänden gehörte ein Kommando der Einsatzgruppe B unter Mitarbeit des Rodionow-Bataillons, das wiederum aus dem rückwärtigen Heeresgebiet Mitte stammte und für seine Brutalität bekannt war. Der damalige Wehrmachtsbefehlshaber in Weißruthenien, Bronislaw Pawel, erklärte, dass die unmittelbare Leitung der Operation von Gottberg übernommen worden sei, die Gesamtleitung jedoch bei Bach-Zelewski gelegen habe.

## Vernichtung und Bilanz
Für die abschließende Vernichtungsaktion gibt es mehrere Quellen und Berichte. Zwei Propagandisten der Wehrmacht berichteten von dem Versuch, „dieses Gebiet in Niemandsland zu verwandeln“: „Dieses erfolgte in der Weise, dass die Bevölkerung der in diesem Gebiet befindlichen Dörfer und Gehöfte restlos bis zum Säugling herunter niedergemacht wurde. Sämtliche Behausungen wurden abgebrannt, Vieh- und Lebensmittelbestände wurden erfasst und aus dem Gebiet herausgeführt.“
Überlebende aus dieser Region haben bewegend beschrieben, wie sie sich fühlten, als sie sich in einer toten Zone befanden. Gana Michalowna Grincewicz erinnerte sich: „In meiner Angst schien es mir so vor, als wäre niemand mehr übrig in der Welt, dass alle getötet waren“.
Die Aktion zeichnet sich durch die Vernichtung vieler großer Dörfer durch die Besatzer aus. 1.046 Menschen starben in Lenin, 780 in Pusiczi, 787 in Adamowo und 426 in Kopacewiczi. Insgesamt wurden 12.718 Tote, darunter 3.300 Juden (aus Słuzk), registriert. Es wurden lediglich 65 Gefangene gezählt. Tatsächlich deportierten SS und Polizei im Zuge der Kämpfe im Regionalkommissariat Weißruthenien im Februar 1943 lediglich 72 Personen in „Bandenkämpfen“ als Arbeitskräfte. Zwischen November 1942 und März 1943 waren bei 11 größeren Vernichtungsaktionen dieser Art nicht mehr als 3.589 Personen als „Arbeitskräfte“ den sog. Sauckelkommissionen zur Verfügung gestellt worden, während im gleichen Zeitraum im Rahmen dieser Großoperationen zur sog. Partisanenbekämpfung mindestens 33.378 Menschen getötet wurden.
Die Zivilverwaltung des Generalbezirks Weißruthenien kritisierte zwar undisziplinierte Plünderungen einzelner Einheiten, nicht aber die Entvölkerung des Gebiets. So hatte der zuständige Kreislandwirt Harten vorher selbst eine entsprechende Großaktion vorgeschlagen. Der Chef der Zivilverwaltung, Gebietskommissar Heinrich Carl sah zwar keinen großen Erfolg des Unternehmens Hornung bei der Partisanenbekämpfung, lobte aber die Wirkungen auf die bäuerliche Bevölkerung. Der Gebietskommissar resümierte auf einer Tagung der Zivilverwaltung in Minsk am 9. April 1943 zu den Folgen des Unternehmens Hornung: „Es sind hierbei allein 8000 Stck. Vieh erfasst worden, und es ist alles restlos herausgeholt worden, manche Dörfer sind vom Erdboden verschwunden […] Die Bauern lieferten nicht nur das ab, was sie sollten, sie lieferten noch darüber hinaus ab, ja sogar das Saatgetreide haben sie teilweise mit abgeliefert, so dass wir ihnen noch wieder etwas zurückgeben müssen.“ Abschließend forderte er, die Aktionen gegen die Partisanen nicht zu stoppen, sondern zu verstärken.
Historiker bewerten das Unternehmen Hornung zusammen mit dem im Juni durchgeführten Unternehmen Cottbus als die „Höhepunkte“ der sog. Operationen zur Partisanenbekämpfung im besetzten Weißrussland, bei denen durchschnittlich nur 10 bis 15 Prozent der Todesopfer Partisanen waren, aber 85 bis 90 Prozent Zivilisten. Die Zahl der Todesopfer der deutschen Truppen bei dieser sog. Partisanenbekämpfung war marginal. So wurden in den Meldungen aus den besetzten Ostgebieten Nr. 46 vom 19. Juni 1943 auf deutscher Seite 29 Tote gezählt, davon aber 27 „Fremdvölkische“, der ihnen zur Verfügung stehenden sog. Schutzmannschaften und nur zwei Deutsche.